# هنگر ۱۳
هنگِر ۱۳ (به انگلیسی: Hangar 13) یک استودیوی توسعه‌دهنده بازی‌های ویدئویی آمریکایی است که در ۴ دسامبر ۲۰۱۴ به عنوان شرکت تابعه توکی گیمز تأسیس شد. این استودیو در نوواتو، کالیفرنیا در منطقه پایگاه نیروی هوایی همیلتون مستقر است و دو استودیو در دو شهر برنو و پراگ جمهوری چک دارد و مالک آن ، شرکت تیک-تو اینتراکتیو است. هادن بلک‌من نویسنده کتاب کمیک و بازی ویدئویی از افراد کلیدی این استودیو است. هنگر ۱۳ نخستین محصول خود را با نام مافیا ۳ در ۷ اکتبر ۲۰۱۶ منتشر کرد.

## تاریخچه
در تاریخ ۴ دسامبر ۲۰۱۴ توکی گیمز اعلام کرد که یک استودیو بازی‌ساز با عنوان هنگر ۱۳ ایجاد کرده است و بخشی از مدیریت آن را بر عهده هادن بلک‌من قرار داده است. مافیا ۳ نخستین محصول استودیو هنگر ۱۳ در تاریخ ۷ اکتبر ۲۰۱۶ برای مایکروسافت ویندوز، پلی‌استیشن ۴ و اکس‌باکس وان منتشر شد.